# Loxoneptera
Loxoneptera is een geslacht van vlinders uit de familie van de grasmotten (Crambidae). De wetenschappelijke naam van dit geslacht is voor het eerst voorgesteld door George Francis Hampson in een publicatie uit 1896.

## Soorten
- L. albicostalis Swinhoe, 1906
- L. bipunctalis (Hampson, 1912)
- L. brevipalpis (Snellen, 1890)
- L. carnealis (Swinhoe, 1895)
- L. crassiuncata Chen & Zhang, 2021
- L. dichroma (Moore, 1888)
- L. hampsoni Chen & Zhang, 2021
- L. medialis (Caradja, 1925)
- L. pentasaris (Meyrick, 1932)
- L. rectacerosa Chen & Zhang, 2021
- L. triangularis Chen & Zhang, 2021